# Pseudocyclosorus linearis
Pseudocyclosorus linearis là một loài thực vật có mạch trong họ Thelypteridaceae. Loài này được Ching & K.H. Shing ex Y.X. Ling miêu tả khoa học đầu tiên năm 1999.